# ريتشية بسيطة الأوراق
ريتشية بسيطة الأوراق (الاسم العلمي:Ritchiea simplicifolia) هي نوع من النباتات تتبع جنس الريتشية من الفصيلة القبارية.